# تروي: فال أوف سيتي
تروي: فال أوف سيتي (بالإنجليزية: Troy: Fall of a City) مسلسل أمريكي بريطاني يعرض قصة حصار طروادة الذي دام عشر سنوات، والذي تم في القرن الثالث عشر قبل الميلاد، تم تكليف المسلسل من قبل بي بي سي وهو منتج مشترك بينها وبين نيتفلكيس، مع بث بي بي سي العرض في 17 فبراير 2018 في المملكة المتحدة، ونيتفلكس بث العرض دوليًا خارج المملكة المتحدة.
على الرغم من التوقعات المرتفعة، وميزانيتها البالغة 16 مليون جنيه إسترليني، «تروي: فال أوف سيتي» كان بمثابة كارثة تصنيفية لهيئة الإذاعة البريطانية، حيث قام 3.2 مليون شخص فقط بمشاهدة الحلقة الأولى وتراجع عدد المشاهدين إلى 1.6 مليون فقط. من خلال الحلقة الرابعة ومع ذلك، فقد حظيت بمراجعات مواتية بشكل عام من النقاد، مع مدح خاص يركز على التمثيل، واللباقة، وتصميم المجموعة، وتفسيرها الأكثر تعقيدًا وتعقيدا نفسياً لحرب طروادة، وإدراجه للآلهة اليونانية، لقد تلقى انتقادات لحواره، الذي اعتبره بعض النقاد بأنه مكتوب بشكل سيئ.

## الإنتاج
تم تصوير المسلسل في كيب تاون ويتكون من ثماني حلقات، هو مكتوب من قبل ديفيد فار، نانسي هاريس، ميكا واتكينز، وجو بارتون، وإخراج أوين هاريس ومارك بروزيل.

## روابط خارجية
- تروي: فال أوف سيتي على موقع IMDb (الإنجليزية)
- تروي: فال أوف سيتي على موقع روتن توميتوز (الإنجليزية)
- تروي: فال أوف سيتي على موقع نتفليكس (الإنجليزية)
- تروي: فال أوف سيتي على موقع فيلمافينيتي (الإسبانية)
- تروي: فال أوف سيتي على موقع ليتربوكسد (الإنجليزية)
- تروي: فال أوف سيتي على موقع كينوبويسك (الروسية)
- تروي: فال أوف سيتي على موقع ألو سيني (الفرنسية)
- تروي: فال أوف سيتي على موقع قاعدة بيانات الفيلم (الإنجليزية)